# دانشگاه بوریز هرینچنکو کیف
دانشگاه بوریز هرینچنکو کیف (به لاتین: Borys Grinchenko Kyiv University) یک دانشگاه در اوکراین است که در کیف (اوکراین) واقع شده‌است.